# تباين الجاذبية
تباين الجاذبية أو شذوذ الجاذبية هو الفرق بين قيمة التسارع الملاحظ للسقوط الحر أو (الجاذبية على سطح الأرض) والقيمة المتوقعة من نموذج النطاق الجذبي للكرة الأرضية، يتم تمثيل هذا الفرق على منحنى يسمى منحنى ى تباين الجاذبية والذي ينتج عن طريق طرح قيمة الجاذبية المتوقعة لمنطقة على سطح الأرض من قيمة الجاذبية الملاحظة.
يصف منحنى تباين الجاذبية التغيرات المحلية لنطاق جذب الكرة الارضية في منطقة معينة، عندما يكون للمنطقة تباين جاذبية موجب (منحنى تباين جاذبية مقعر للاسفل) تكون قيمة الجاذبية الملاحظة أكبر من قيمة الجاذبية المتوقعة للمنطقة مما يدل على وجود كتل (جمع كتلة) تحت سطح الأرض لها كثافة أكبر من كثافة المواد المحيطة لأن التسارع الجذبي الملاحظ يعتمد على الكثافة التي تتناسب تناسبا طرديا مع الكتلة حيث ان الكثافة = الكتلة / الحجم وبناءا على قانون نيوتن الثاني الذي يمثل بالعلاقة الرياضية (القوة= الكتلة * التسارع) وعليه (قوة الجاذبية = الكتلة * التسارع الجذبي)، عندما يكون للمنطقة تباين جاذبية سالب تكون القيمة الملاحظة أقل من القيمة المتوقعة للجاذبية في تلك المنطقة على سطح الأرض (منحنى تباين جاذبية مقعر للأعلى) والذي يدل على وجود كتل تحت أرضية لها كثافة أقل من كثافة المواد المحيطة بها.
تعد طريقة تباين الجاذبية من إحدى طرق علم فيزياء الأرض - الجيوفيزياء الاستكشافية لغايات معرفة مكونات باطن الأرض.
يجب الأخذ بعين الاعتبار اختلاف التضاريس على سطح الأرض والتي تؤثر على إنتاجية منحنى تباين الجاذبية.